# In einem Land vor unserer Zeit XI – Das Geheimnis der kleinen Saurier
In einem Land vor unserer Zeit XI – Das Geheimnis der kleinen Saurier ist ein Zeichentrickfilm. Regie führte Charles Gosvenor. Der Film ist im Jahr 2005 in den USA erschienen. Er stammt von Universal Pictures.

## Handlung
Littlefoot macht eine aufregende Entdeckung. An einem kostbaren Baum hängen köstliche und wunderschöne Blüten. Noch nie hat der kleine Dino so etwas Leckeres gegessen. Auch seine Freunde sind davon begeistert. Die kleinen Dinos beschließen, dass ihre Familien ebenfalls in den Genuss der Blüten kommen sollten. Denn der Baum blüht wohl nur sehr selten. Doch in jener Nacht passiert das Unvorstellbare. Irgendjemand frisst alle Blüten auf. Es stellt sich heraus, dass Mini-Dinos ihren Hunger mit den Baumblüten gestillt haben. Die erwachsenen Dinosaurier sind wütend und beschließen, die Mini-Dinos zu verjagen. Doch Littlefoot und seine Bande haben mit den Mini-Dinos schon längst Freundschaft geschlossen. Und nun müssen sie ihnen helfen, sonst wird ein Unglück passieren.

## Charaktere
| Rolle                        | Gattung     | Englischer Sprecher   | Deutscher Sprecher       |
| ---------------------------- | ----------- | --------------------- | ------------------------ |
| Littlefoot                   | Apatosaurus | Aaron Spann           | Rubina Nath              |
| Cera                         | Triceratops | Anndi McAfee          | Magdalena Turba          |
| Ducky                        | Saurolophus | Aria Noelle Curzon    | Julia Stoepel            |
| Petrie                       | Pteranodon  | Jeff Bennett          | Wolfgang Ziffer          |
| Spike                        | Stegosaurus | Rob Paulsen           | Mario von Jascheroff     |
| Littlefoots Großvater        | Apatosaurus | Kenneth Mars          | Karl Schulz              |
| Littlefoots Großmutter       | Apatosaurus | Miriam Flynn          | Rita Engelmann           |
| Ceras Vater                  | Triceratops | John Ingle            | Helmut Krauss            |
| Skitter                      | Apatosaurus | Leigh Kelly           | Santiago Ziesmer         |
| Big Daddy                    | Apatosaurus | Michael Clarke Duncan | Engelbert von Nordhausen |
| Tria                         | Triceratops | Camryn Manheim        | Arianne Borbach          |
| Erzähler                     |             | John Ingle            | Roland Hemmo             |
| Duckys Mutter/Petries Mutter |             | Tress MacNeille       | Arianne Borbach          |